# مايك غويليم
مايك غويليم (بالإنجليزية: Mike Gwilym)‏ هو ممثل بريطاني، ولد في 5 مارس 1949 في المملكة المتحدة.

## وصلات خارجية
- مايك غويليم على موقع IMDb (الإنجليزية)
- مايك غويليم على موقع قاعدة بيانات الفيلم (الإنجليزية)